# Carly Rae Jepsen
Carly Rae Jepsen (Mission, Colúmbia Britânica, 21 de novembro de 1985) é uma cantora e compositora canadense. Após estudar teatro musical durante grande parte de sua vida escolar e enquanto estava na universidade, Jepsen atraiu a atenção do público ao ficar em terceiro lugar na quinta temporada de Canadian Idol em 2007. Em 2008, Jepsen lançou seu álbum de estúdio de estreia, influenciado pelo folk, Tug of War no Canadá, antes de ser lançado internacionalmente em 2011. 
Jepsen alcançou popularidade mundial em 2012 com seu single "Call Me Maybe", que tornou-se o single mais vendido daquele ano, vendendo mais de 18 milhões de cópias, alcançando o topo das tabelas musicais em mais de 19 países e a levando-a a grandes contratos de gravação com a Schoolboy Records e Interscope Records. O segundo álbum de estúdio de Jepsen, Kiss, foi lançado mais tarde naquele ano e incluiu também o single "Good Time", colaboração com Owl City, que alcançou o top 10 no Canadá e nos Estados Unidos. Em 2014, Jepsen fez sua estreia no teatro da Broadway, interpretando a personagem titular em Cinderella durante 12 semanas. No ano seguinte, ela lançou seu criticamente aclamado terceiro álbum de estúdio, Emotion, influenciado pela música dos anos 1980, dance-pop e synth-pop, que incluiu os singles "I Really Like You", "Your Type" e "Run Away with Me". Em 2016, Jepsen participou do especial de televisão Grease: Live!, dublou no filme de animação Ballerina, gravou o tema de abertura da série original da Netflix Fuller House e lançou Emotion: Side B. Seu quarto álbum de estúdio, Dedicated, que inclui os singles "Party for One", "Now That I Found You" e "No Drug Like Me" foi lançado em 2019, com a sua sequência, Dedicated: Side B, tendo sida lançada no ano seguinte. Seu sexto álbum de estúdio, The Loneliest Time, que inclui as canções "Western Wind", "Beach House" e a faixa-título, em parceria com Rufus Wrainwright, foi lançado em outubro de 2022, e sua sequência, The Loveliest Time, foi lançada em julho de 2023. 
Jepsen ganhou três Juno Awards, três Billboard Music Awards e um Allan Slaight Award, em adição às indicações ao Grammy Awards, MTV Video Music Awards, Polaris Music Prize e People's Choice Awards.

## Vida e carreira
Jepsen participou do Heritage Park Secondary School em Mission, e desde então começou a fazer pós-graduação. Mais tarde frequentou o Canadian College of Performing Arts em Victoria antes das audições para o Canadian Idol. Depois de completar a turnê Canadian Idol, Jepsen mudou-se de British Columbia para se concentrar em compor, gravar e completar sua banda. Seus demos atraíram atenção e ela eventualmente assinou um acordo com Simkin Artist Management e Dexter Entertainment. Um acordo com Fontana/Maple Music rapidamente seguido, levando Jepsen em estúdio com o produtor e escritor Ryan Stewart. Ela agora é assinada com Scooter Braun, gerente de Justin Bieber e que planeja trabalhar com Bieber.

### 2008–11:Tug of War
Em 16 de junho de 2008, Jepsen lançou seu single de estreia e mais um single, um cover da canção "Sunshine on My Shoulders" de John Denver, sendo a única canção cover presente no seu álbum. Em 21 de julho de 2008, Jepsen adicionou duas novas canções do álbum na sua página no MySpace: "Bucket" e "Heavy Lifting". Em agosto de 2008, na sua página no MySpace foi anunciado que o título do álbum seria Tug of War e com lançamento para 30 de setembro de 2008. A página também mencionou mais duas músicas que foram incluídas no álbum: "Tug of War" e "Sweet Talker". O primeiro foi lançado como single no iTunes em 16 de setembro de 2008 e têm sido bem recebido nas rádios em todo o Canadá. Ela apresentou este último na sua audição no Canadian Idol.
O vídeoclipe de "Tug of War" foi lançado em janeiro de 2009. "Bucket", seu segundo single, foi lançado em maio de 2009, e o vídeo para "Sour Candy", em dueto com Josh Ramsay da banda Marianas Trench, que também ajudou a produzir algumas de suas canções, incluindo Call Me Maybe, que também foi lançado. Todos os vídeos de música do Jepsen foram dirigidos por Ben Knechtel. Na primavera de 2009, ela participou do tour no Canadá com Marianas Trench e Shiloh. Ela então fez uma turnê no Canadá com Marianas Trench, The New Cities e Mission District.
Ganhou o prêmio de Cantora Revelação no Teen Choice Awards 2012 pelo single "Call Me Maybe".

### 2012:CuriosityeKiss
Jepsen lançou seu segundo álbum Curiosity em 14 de fevereiro de 2012. 	
Foi produzido por Ryan Stewart e Kevin James Maher produziu a faixa "Dear Julien". No mesmo dia do lançamento, Justin Bieber fez o anúncio sobre o programa de música New Music Live da MuchMusic que Jepsen havia assinado com a Schoolboy Records, a gravadora é operada pelo gerente de Justin Bieber, Scooter Braun.
O primeiro single "Call Me Maybe" do seu segundo álbum Curiosity foi lançado em 21 de setembro de 2011 e foi produzido por Josh Ramsay da Marianas Trench e co-escrito por Jepsen, Ramsay e Tavish Crowe.
No início de 2012, a cantora e o single "Call Me Maybe" alcançaram o estrelato após um remake da musica criado e postado no canal de Carlos Pena Jr., junto com Selena Gomez, Justin Bieber, Ashley Tisdale entre outras estrelas, um vídeo paródia com a musica feito por diversão pelo grupo de amigos, que acabou com mais visualizações que o clipe original, fazendo com que Carly fosse reconhecida e com que,hoje, "Call Me Maybe" seja a primeira canção de um artista canadense a chegar ao topo da parada digital desde "Baby" de Justin Bieber em janeiro de 2010. Também é a décima primeira canção de um artista canadense a chegar à primeira posição do Digital Songs desde que a Nielsen SoundScan começou a controlar as vendas de download digital em 2005. Em junho de 2012, "Call Me Maybe" chegou na primeira posição da Billboard Hot 100, ficando nove semanas seguidas no #1.

### 2014-presente:Emotione outros projetos
O terceiro álbum de Jepsen foi provisoriamente devido para uma liberação antecipada de 2014, mas ela afirmou que ela não iria apressar o álbum, em vez de tomar o seu tempo para se certificar de que era de qualidade. A partir de fevereiro de 2014, Jepsen assumiu o papel de Cinderela no Broadway produção de Rodgers & Hammerstein Cinderella. Ela desempenhou o papel por doze semanas e estrelou ao lado de novo membro do elenco Fran Drescher. Jepsen falou de seu tempo na Broadway e tendo uma pausa da indústria da música: "Estar perto de pessoas que não só não se importava se estivesse em o mundo pop, mas na verdade, preferido se você não estivesse pegou minha cabeça para fora desse jogo de uma forma muito saudável. De repente, não se tratava de sentar e escrever uma canção, mas que tem uma ideia enquanto caminhava por Nova York e pensando 'Onde está o meu telefone?'".
Jepsen lançou seu terceiro single do álbum, "I Really Like You", em março de 2015. Acompanhado por um vídeo da música em que o ator Tom Hanks lábio-sincronizada com a música, que chegou ao número 14 no Canadá e alcançou cinco primeiros e 40 posições de topo no Reino Unido e Estados Unidos, respectivamente. No mês seguinte, Jepsen performou uma faixa intitulada "All That" no Saturday Night Live, que foi lançado para lojas digitais no dia seguinte. O álbum , intitulado Emotion, foi lançado no Japão em junho 2015 e estreou no número 8 no Oricon gráfico. Emotion foi lançado mundialmente em agosto, sendo bem recebido e com aclamação geral da crítica, atingindo um pico de 16 sobre os EUA Billboard 200, no entanto, devido sua imensa estabilidade ela acabou conseguindo seu certificado diamante e se tornou um dos álbuns mais vendidos de todos os tempos. O álbum Emotion inclui colaborações com Rostam Batmanglij (de Vampire Weekend), Sia Furler, Dev Hynes, Greg Kurstin, e Ariel Rechtshaid. O segundo single, "Run Away with Me", foi lançado em julho, atingindo a colocação 40 na Escócia, República Checa e Eslováquia. Em setembro, Jepsen anunciou sua Gimmie Love Tour, em suporte ao seu recente álbum, divulgando as datas ao longo dos Estados Unidos, bem como no Japão em novembro de 2015.
Atualmente estrelou o especial televisivo ao vivo Grease: Live!, um tributo ao clássico Grease: Nos Tempos da Brilhantina exibido no dia 31 de Janeiro de 2016 na FOX, onde interpretou a personagem Frenchy.
Carly Rae Jepsen é a terceira mulher a conseguir um disco de diamante nos Estados Unidos, além dela somente Katy Perry e Lady Gaga conseguiram tal feito. A música responsável pelo disco de diamante é "Call Me Maybe", que ganhou 10x disco de platina, ela é 12° música a conseguir isso nos EUA.

## Discografia

### Álbuns de estúdio
- Tug of War (2008)
- Kiss (2012)
- Emotion (2015)
- Dedicated (2019)
- Dedicated: Side B (2020)
- The Loneliest Time (2022)
- The Loveliest Time (2023)

### Extended plays
- Curiosity (2012)
- Emotion: Side B (2016)

## Filmografia

### Televisão
| Ano  | Título              | Papel                            | Notas                                                                      |
| ---- | ------------------- | -------------------------------- | -------------------------------------------------------------------------- |
| 2007 | Canadian Idol       | Ela mesma; 3ª Colocada           | Temporada 5                                                                |
| 2012 | 90210               | Ela mesma; Participação Especial | Episódio: "Til Death Do Us Part"                                           |
| 2013 | No Ritmo            | Ela mesma; Participação Especial | Episódio: "My Fair Librarian It Up"                                        |
| 2015 | Saturday Night Live | Ela mesma; Cantora convidada     | Episódio: "Michael Keaton/Carly Rae Jepsen"                                |
| 2015 | Castle              | Ela mesma; Participação Especial | Episódio: "Dead from New York"                                             |
| 2015 | Comedy Bang! Bang!  | Ela mesma; Participação Especial | Episódio: "Carly Rae Jepsen Wears a Chunky Necklace and Black Ankle Boots" |
| 2016 | Grease: Live!       | Frenchy; Co-protagonista         | Remake ao vivo do musical Grease                                           |

## Teatro
| Ano  | Título                             | Papel              | Nota(s)             |
| ---- | ---------------------------------- | ------------------ | ------------------- |
| 2014 | Rodgers + Hammerstein's Cinderella | Ella; Protagonista | Musical da Broadway |

## Prêmios e indicações
| Ano  | Premiação                       | Indicação                      | Categoria                  | Resultado |
| ---- | ------------------------------- | ------------------------------ | -------------------------- | --------- |
| 2010 | Canadian Radio Music Awards     | "Tug of War"                   | Song of the Year           | Venceu    |
| 2010 | Juno Awards                     | Carly Rae Jepsen               | New Artist of the Year     | Indicado  |
| 2010 | Juno Awards                     | Carly Rae Jepsen, Ryan Stewart | Songwriter of the Year     | Indicado  |
| 2010 | MuchMusic Video Awards          | Carly Rae Jepsen               | UR Fave New Artist         | Indicado  |
| 2012 | MuchMusic Video Awards          | Carly Rae Jepsen               | UR Fave Artist             | Indicado  |
| 2012 | MuchMusic Video Awards          | "Call Me Maybe"                | Video of the Year          | Venceu    |
| 2012 | MuchMusic Video Awards          | "Call Me Maybe"                | Pop Video of the Year      | Venceu    |
| 2012 | MuchMusic Video Awards          | "Call Me Maybe"                | UR Fave Video              | Venceu    |
| 2012 | MuchMusic Video Awards          | "Call Me Maybe"                | Most Online Streamed Video | Venceu    |
| 2012 | Teen Choice Awards              | "Call Me Maybe"                | Summer Song                | Venceu    |
| 2012 | Teen Choice Awards              | Carly Rae Jepsen               | Breakout Artist            | Venceu    |
| 2012 | Teen Choice Awards              | Carly Rae Jepsen               | Summer Music Star: Female  | Indicado  |
| 2012 | MTV Video Music Awards          | Carly Rae Jepsen               | Best New Artist            | Indicado  |
| 2012 | Western Canadian Music Awards   | Curiosity                      | Pop Recording of the Year  | Pendente  |
| 2013 | Nickelodeon Kids' Choice Awards | "Call Me Maybe"                | Musica do Ano              | Venceu    |